# 김진동 (성우)
김진동(1942년 6월 27일 ~ 2006년 4월 26일)은 대한민국의 성우이다. 한국방송 성우극회 소속이었다. 충청남도 논산군 두마면 용동리(현재의 충청남도 계룡시 신도안면 용동리) 출신이며 대전실업초급대학(현재의 우송정보대학) 경영학과를 졸업했다. 1967년에 DBS에 입사했으며 1980년에 실시된 언론통폐합에 따라 현재는 KBS 9기로 분류된다.

## 주요 출연작품
- KBS 무대 황금노을(2000년 5월 14일)
- KBS 무대 뜨거운 꽃(2003년 2월 9일) - 친정부친
- KBS 무대 창명비조도(2004년 11월 14일) - 눌도 (60 - 80)